# Spiriduș
Un spiriduș (probablement du latin spiritus – « esprit, souffle, respiration de vie ») ou des spiriduși (pluriel indéfini roumain) sont des esprits domestiques, à l'origine bienveillants, présents dans les légendes et superstitions roumaines.

## Légende
Leur origine est censée provenir des anciens satyres d'Athènes et est liée à la croyance aux génies de la maison, des êtres qu'on retrouve à la frontière entre la civilisation humaine, l'élément sauvage et le monde du  surnaturel. Divinités de la nature, ils subissent l'influence du christianisme et d'un amalgame de croyances liées à la résurrection des morts. Au moment où le christianisme interdit le culte des grandes divinités païennes, les esprits du foyer, proches des préoccupations quotidiennes du peuple (avoir des récoltes abondantes, des animaux sains, des maisons propres, etc.) parvient à survivre. Leur culte est relégué à des pratiques secrètes et leur nom change.

## Mythologies comparées
Par son caractère, le gobelin peut être comparé au génie protecteur de la mythologie romaine, aux nains, elfes et kobolds de la mythologie germanique, aux nisser scandinaves, au diablotin familial qu'est le lutin des Français, au petit brownie des contes écossais, au leprechaun des Irlandais la mythologie et l'esprit du Domovoï de la mythologie slave. La légende raconte que les spiriduși aiment amasser de l'or, qu'ils conservent dans un pot et se cachent au bout de l'arc-en-ciel. S'il est capturé par un humain, le spiriduș se doit d'exaucer trois vœux avant sa libération.

## Personnage
Précisément pour la distinction faite précédemment, étant mentionné des noms d'esprits similaires d'autres cultures, le spiriduș doit être perçu comme une présence spécifique confinée à la mythologie roumaine. Il est né d'un œuf abandonné qui a éclos au bout de trois à six jours ; selon la provenance de l'œuf, le spiriduș ressemble souvent à une poule ou à un serpent miniature. Le spiriduș est conservé dans une bouteille et ne peut être retiré que s'il est attaché dans une écharpe hors de portée des voleurs potentiels. Un spiriduș doit toujours avoir du travail ; avec habileté, l'éclosoir ou le propriétaire peut obtenir de l'argent ou des objets avec son aide. Un paiement en argent ou un cadeau donné par le spiriduș à un étranger revient toujours au possesseur du spiriduș.

## Le spiriduș malfaisant
Bien que la présence du spiriduș soit bénéfique dans la plupart des cas, il existe des situations particulières où l'être peut jouer contre son possesseurǎ. Tudor Pamfile note : 
« un diable en chair et en os ou son incarnation dans une créature visible ou invisible qui, dans la maison où il se trouve, apporte tous les malheurs du monde, tant que l'homme y vit. » 
Le génie de maison, celui qui peut effectuer des tâches ménagères, agit à sa guise lorsqu'il n'a pas d'occupation, faisant souvent des ravages dans le foyer. Quand il devient néfaste, le spiriduș se rapproche du leprechaun, créature légendaire du folklore irlandais.

## Mythologie roumaine
Dans les traditions roumaines, le spiriduș est un Drac, démon incarné ou représenté par une créature -souvent sous la forme d'un poulet, qui vit dans une maison, portant bonheur à son propriétaire. Le spiriduș naît d'un œuf : en général, un œuf abandonné qui doit être conservé dans une arrière-cuisine et  couvé pendant quarante jours. Une fois éclos, en guise de poussin, l’œuf donne un spiriduș, qui devra être conservé dans un nouveau pot rouge avec des pelures d'oignon. Alors il accomplira tous les griefs de son maître, et à sa mort il pourra être vendu.
En Moldavie, l'œuf est petit, provenant d'une poule qui aurait été piétinée par le diable. Par conséquent, le spiriduș qui sortira, bien qu'il exhauce son maître humain, demeure un émissaire du Malin, et après la mort de l'homme, son âme appartiendra au diable. Selon les croyances moldaves, l'œuf abandonné doit être gardé neuf jours dans une maison inhabitée, sans croix ni icônes, et au bout de ce délai, un petit poulet noir sortira, le diable en personne, qui accomplira tous les ordres de son maître. Il sera conservé dans une bouteille, dans une jarre ou de petits pots de marbre ou de terre blanche ; Tudor Pamfile précise qu'il doit être nourri de cerneaux de noix.
Selon la croyance populaire, le spiriduș peut apparaître sous la forme d'un sou, qui a le pouvoir d'attirer plus d'argent des riches. Un tel spiriduș peut s'acheter en Bucovine, auprès d'une sorcière qui apporte de l'eau de neuf puits puis met une pièce propre dans cette eau, puis l'enchanteresse annonce : Je te donnerai après l'avoir encrassée, cette pièce de... (le nom est dit), bonne chance à lui, quand il apportera monnaie, tu la rapporteras ! L'homme prendra cette pièce et la portera pendant neuf jours sous son talon, dans ses chaussures, sans changer de chaussures ni se laver, sans parler à personne ni prier pendant ce temps. Pour empêcher le vol de la somme par un spiriduș, les femmes de Bucovine remplissent la bourse de groseille.